# 特羅帕廖沃站
特羅帕廖沃站（羅馬化：Troparyovo）是莫斯科地鐵的一個車站，位於莫斯科地鐵西南部，是索科利尼基線的車站。特羅帕廖沃站開通於2014年12月8日，在2016年1月18日之前是該線的端點車站。